# أثاماس

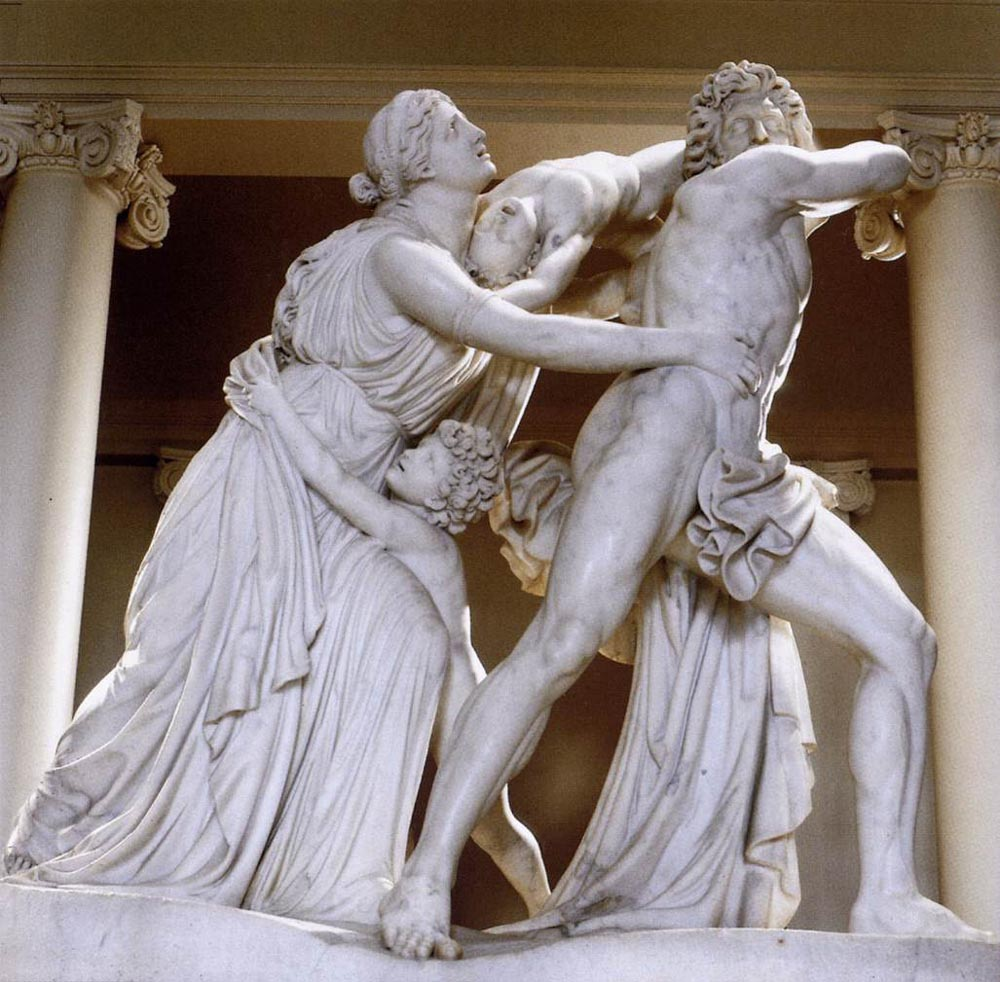
غضب أثاماس لجون فلاكسمان (1755-1826).

أثاماس (بالإنجليزية: Athanas)، (باليونانية: Ἀθάμας) في الأساطير الإغريقية، هو ابن ملك تساليا القوي أيولوس وزوجته إناريتي، وكان هو نفسه ملكًا للمدينة الغنية أورخومينوس في إقليم بويوتيا.

## العائلة
ينسب إليه أنه كان لديه ثلاث زوجات وربما ثمانية أبناء، ولكن حياته الزوجية كانت أبعد ما تكون عن السعادة. فقد أنجب من زوجته الأولى نيفيلي ابنًا وابنة هما فریكسوس وهيللي، ولكنها هجرته لسبب غير معلوم. ثم تزوج إينو ابنة كادموس ملك طيبة وكان له ابنان منها، هما ليارخوس وميليكيرتيس.

### الأسطورة
كانت إينو تغار من ابني زوجها ودبرت مكائد ضدهما، إلى حد أنها كادت أن تدبر موت فريكسوس. ولكن كبشًا عجيبَا ذا فراء ذهبي، أرسلته نيفيلي، طار حاملا فريكسوس وهيللي لإنقاذهما. ولكن هيللي سقطت في البحر الذي سمی هیللیسبونتوس نسبة إليها، واستقر فريكسوس في كولخيس، وبهذا فقد أثاماس كُلًا من ابنه وابنته.
وبعد ذلك حزن ابناه لیارخوس وميليكيرتيس. فأصيب أثاماس وإينو بالجنون على يد هيرا، عقابا لهما على رعايتهما للطفل دیونوسوس. وفي نوبة جنون اعتقد أثاماس خطأ أن ليارخوس أيلا وأطلق عليه سهمًا قتله. وألقت إينو ميليكيرتيس في مرجل به ماء يغلي، ثم قفزت في البحر وبين يديها طفلها الميت. فهلكت هي الأخرى. وبعد هذا، نفي أثاماس من أورخومينوس. وقد سأل مهبط وحي ديلفي أين يجب أن يستقر، فجاءته الإجابة بأن يبحث عن مكان يشارك فيه الحيوانات طعامها. فتجول عبر إقليم تساليا حتى التقى مصادفة بعض ذئاب تفترس خروفًا. ففروا عند وصوله، تاركين له الجثة التي أكلوا نصفها، فقرر الاستقرار في هذا المكان. وقد سمي هذا المكان أثامانتيا، واتخذ له زوجة ثالثة، هي ثيميستو، ابنة ملك اللابيثيين هوبسیوس. وأنجبت منه أربعة أبناء، هم: ليوكون، وإروثريوس وسخوینیوس، وبتوؤس.
وفي عمر متقدم هدأ حزن أثاماس إلى حد ما على أبنائه الذين أنجبهم في البداية بفضل أحداث غير متوقعة. إذ يروي هيرودوتوس أن نبوءة أعلنت اسمه بوصفه كبش فداء لمدينة آخايا التسالية، وكان على وشك التضحية به لزيوس لولا وصول حفيده كوتيسوروس بن فريكسوس، من كولخيس، وأنقذه (ويبدو أن حبكة إحدى المسرحيتين التراجيديتين المفقودتين لسوفوكليس، المسماة «أثاماس»، كانت مشابهة لهذه الحادثة، على الرغم من أن إنقاذ أثاماس في المسرحية قد تم على يد هيراكليس) ولسوء الحظ، فقد أثار هذا حنق الآلهة وغضبهم على سلالة كوتيسوروس، نظرا لأنه في كل جيل كان الابن الأكبر في الأسرة مجبرًا على الابتعاد عن مقر مجلس المدينة الشعبي، وإلا ضحي به للآلهة. وطبقا لباوسانیاس (بالإنجليزية: Pausanias) فقد رحب الملك أندريوس بعودة أثاماس إلى أورخومينوس، حيث جاء إليه بريسبون بن فريكسوس، أو ربما فریكسوس نفسه، من كولخيس.

## معرض صور

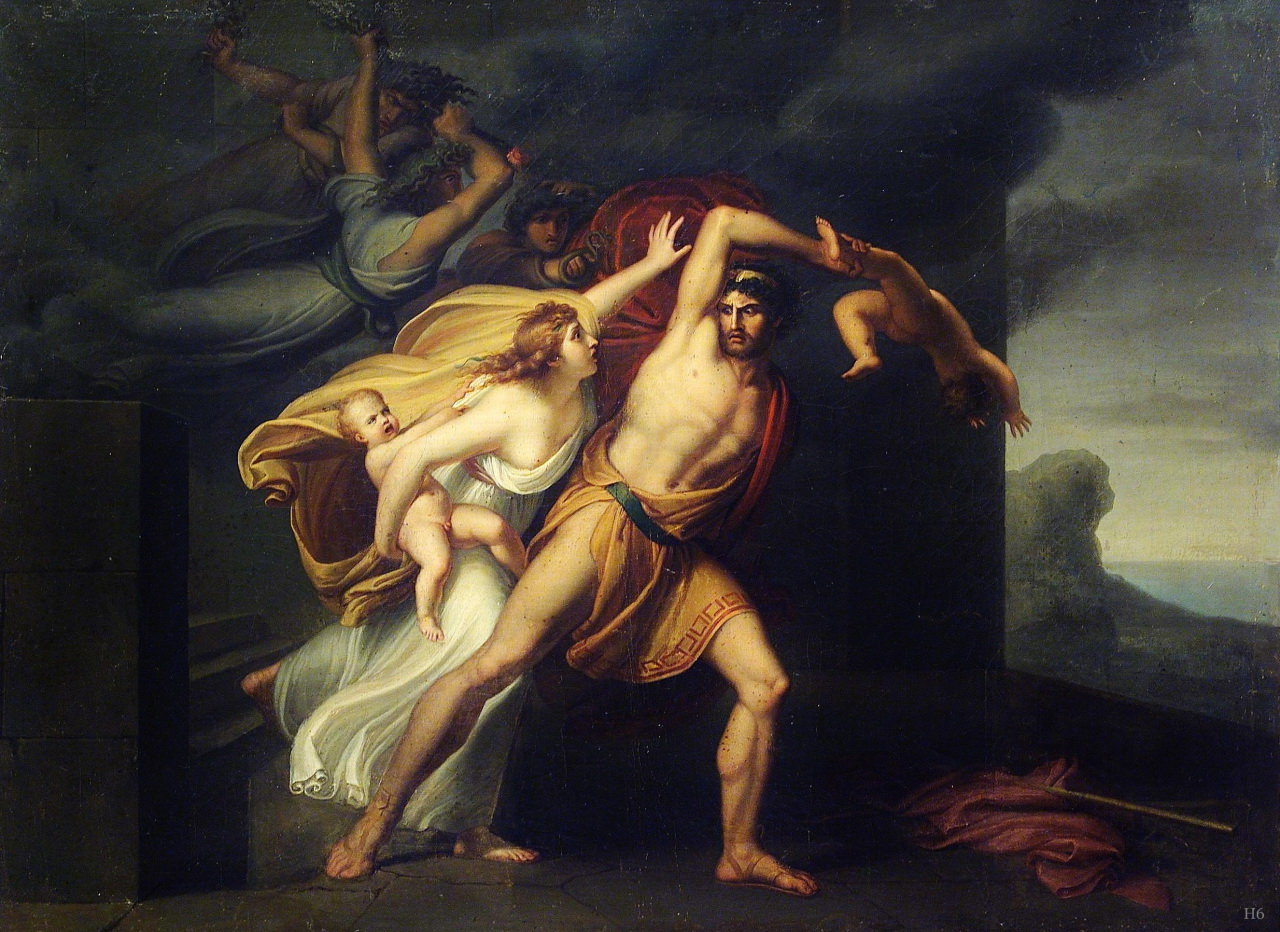
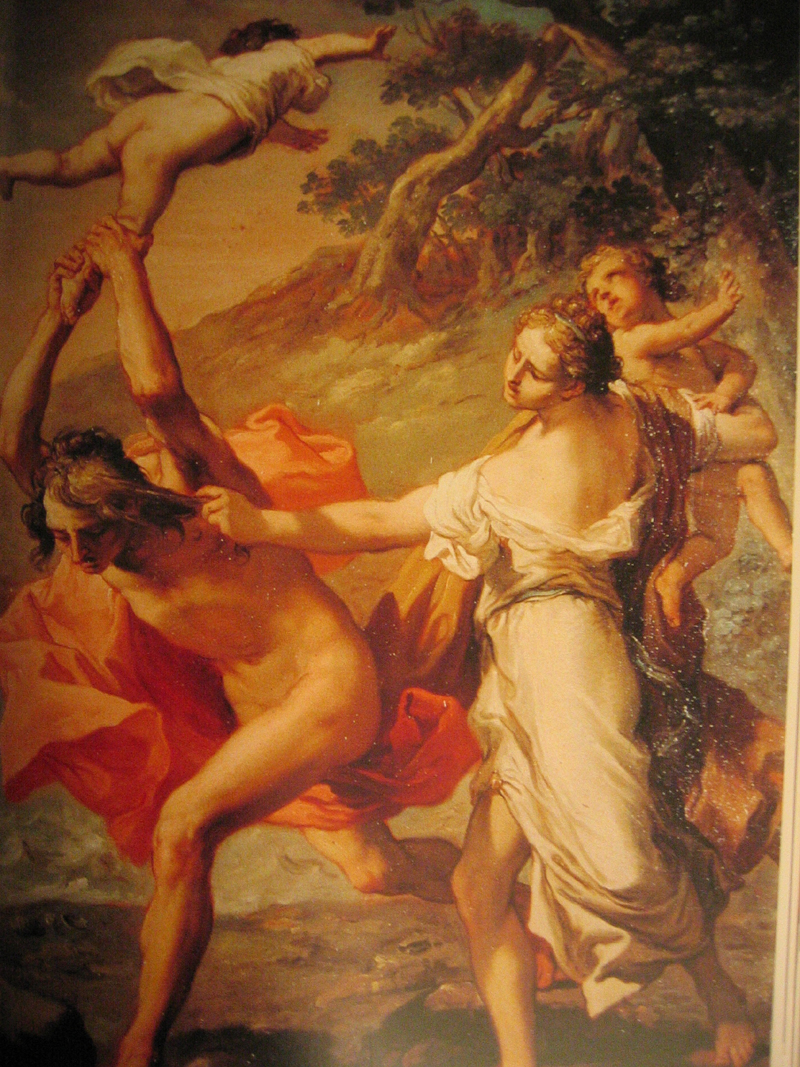
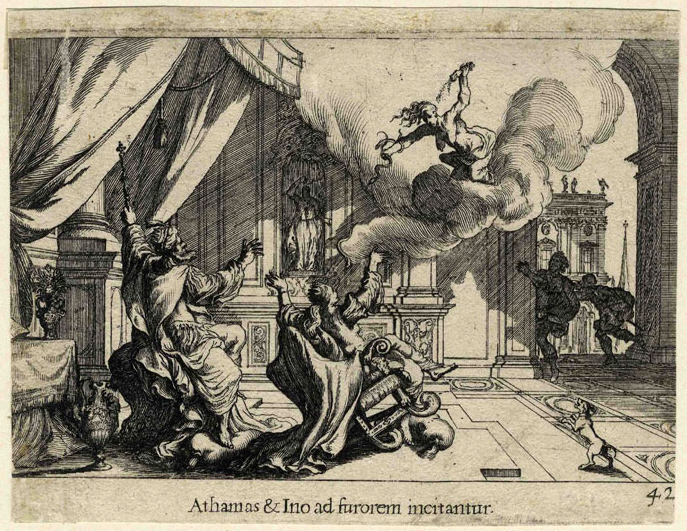
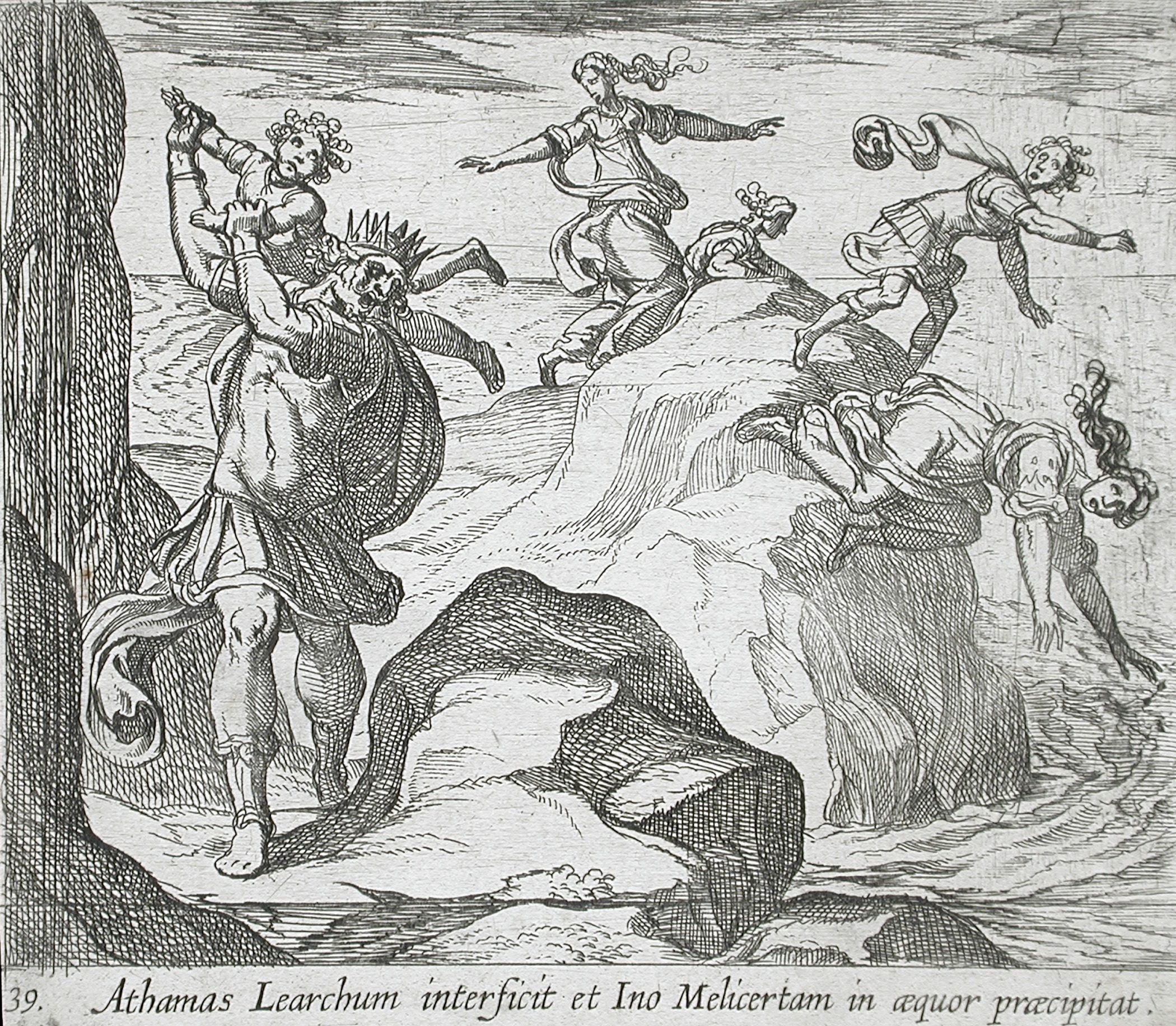